# 5-UCO
Die 5-UCO (abgekürzt von 5-Unit Controlled, deutsch: „Fünf Einheiten gesteuert“; auch BID/30) war eine britische Schlüsselmaschine, die zur Verschlüsselung das kryptographisch sichere Einmalschlüssel-Verfahren (englisch One-Time Pad, kurz: OTP) nutzte.

## Geschichte
Die Maschine wurde noch während des Zweiten Weltkriegs vom Vereinigten Königreich entwickelt und eingesetzt, um eigene Fernschreibstrecken mit einem Höchstmaß an Sicherheit gegen unbefugte Entzifferung auszustatten. Speziell die unter dem Decknamen Ultra gesammelten nachrichtendienstlichen Informationen, die das britische Militär aus der Entzifferung und Auswertung des verschlüsselten geheimen deutschen Nachrichtenverkehrs gewinnen konnte, wurden mithilfe der 5-UCO verschlüsselt weitergeleitet.
Nach dem Krieg, etwa ab 1950, wurde sie zur hochgeheimen Kommunikation zwischen den Briten und ihren amerikanischen Alliierten genutzt. Sie fand später auch in anderen Ländern des britischen Commonwealth sowie innerhalb der NATO Verwendung. Auf amerikanischer Seite gab es das auf demselben Prinzip basierende SSM-33 (auch genannt: SIGTOT).

## Technik

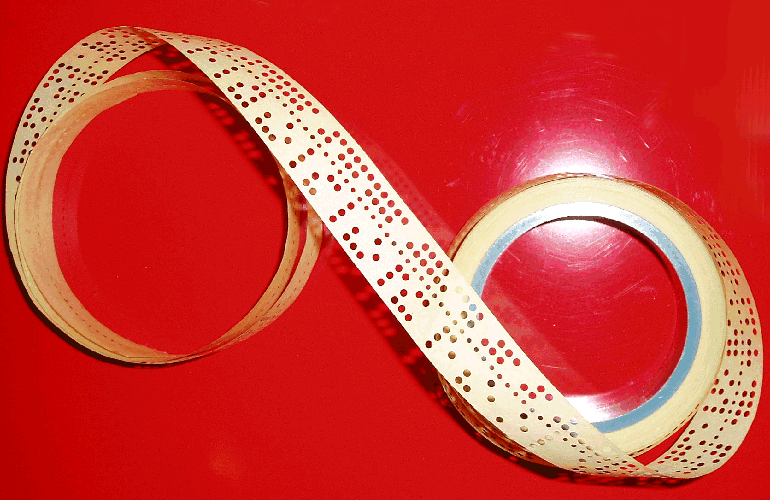
Typischer Lochstreifen, wie er als Einmalschlüssel für 5-UCO verwendet wurde

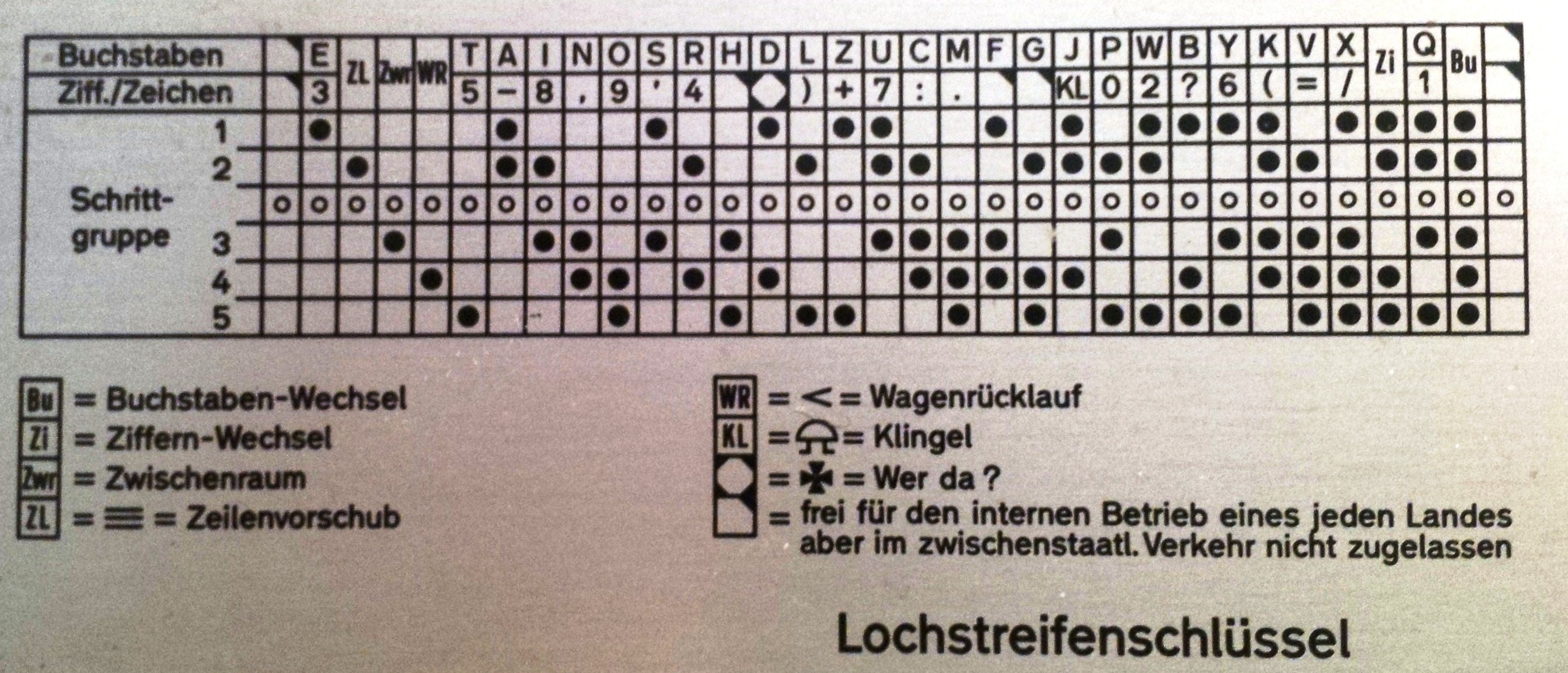
Baudot-Code

Die 5-UCO arbeitete nach dem Prinzip des OTP und verwendete als Träger für den Einmalschlüssel einen Lochstreifen aus Papier mit der damals üblichen Anzahl von fünf Lochreihen (Bild). Anstelle eines One-Time-Pads (Einmal-Block) wurde tatsächlich also ein One-Time-Tape (Einmal-Streifen), abgekürzt OTT, benutzt, was am kryptographisch sicheren Prinzip aber nichts ändert. Aus der Zahl Fünf der Lochreihen dieses Streifens rührt die Namensgebung 5-UCO her. Im Gegensatz zum Baudot-Code, der wohldefinierte Lochkombinationen zur Zeichenkodierung nutzt, waren in dem als Schlüssel verwendeten Streifen die Löcher möglichst zufällig gestanzt worden. Dieser Schlüssel wurde über eine Exklusiv-Oder-Verknüpfung (XOR) mithilfe eines Mischers innerhalb der Maschine mit dem zu verschlüsselnden Klartextdatenstrom kombiniert und ergab als Ausgangsdatenstrom den Geheimtext.
Zur befugten Entschlüsselung musste auf der Empfängerseite ein identisch gelochter Streifen wie auf der Senderseite zur Verfügung stehen. Um die volle Sicherheit des Verfahrens zu erhalten, durfte jeder Schlüssel-Lochstreifen nur einmal verwendet werden und wurde danach vernichtet. Hierin liegt ein Nachteil der Methode, die einen aufwendigen und teuren Schlüsselnachschub erfordert.
Ebenfalls noch während des Zweiten Weltkriegs wurde auf deutscher Seite der Schlüsselfernschreiber T43 eingesetzt, der als ein kryptographisches Pendant zur 5-UCO aufgefasst werden kann. Sowohl auf deutscher als auch auf britischer Seite kamen die Maschinen trotz ihrer extrem hohen kryptographischen Sicherheit nur selten und nur für Nachrichten allerhöchster Sensitivität zum Einsatz, da die dazu benötigten Einmalschlüsselstreifen nicht in ausreichender Menge kostengünstig und schnell herzustellen und zu verteilen waren.